# 낸터킷의 아서 고든 핌의 이야기

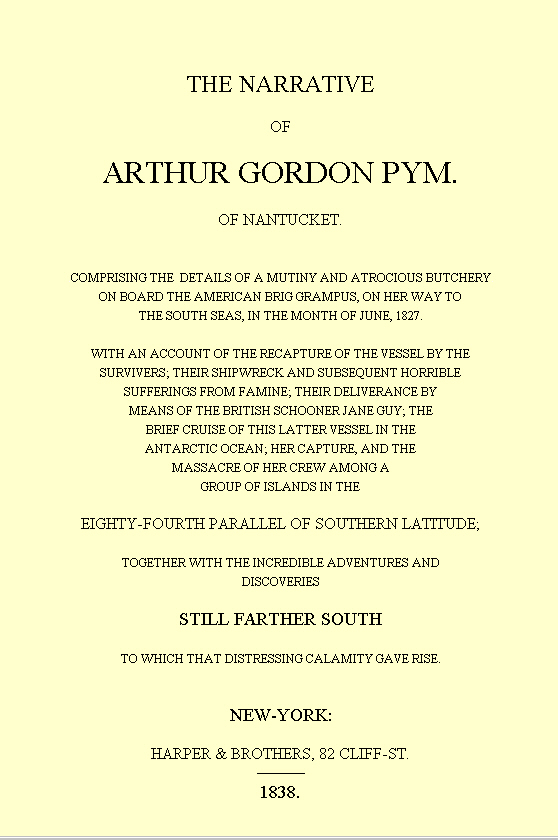

《낸터킷의 아서 고든 핌의 이야기》(영어: The Narrative of Arthur Gordon Pym of Nantucket)은 미국 작가 에드거 앨런 포의 장편소설이다. 1838년 작품. 포 생전에 완성한 유일한 장편소설이다. 포경항구도시 낸터킷 출신의 아서 고든 핌이라는 소년이 포경선 그람푸스호(Grampus)에 탑승했다가 좌초, 선상반란 등의 사고가 일어나며 나중에는 식인까지 해가면서 연명하다가 제인가이 호(Jane Guy)의 선원들에게 구조된다. 핌과 더크 피터스라는 다른 선원 두 사람은 제인가이 호에 승선하여 계속 남쪽으로 여행한다. 육지에 닿아 정박했으나 적대적인 흑인 원주민들의 공격을 받고 바다로 도망친다. 핌과 피터스가 남극을 향해 떠난다는 대목에서 소설은 돌연 중단된다.
《아서 고든 핌》은 처음에는 일반적인 해양모험소설처럼 시작하지만, 이야기가 진행될수록 어느 장르로 분류하기가 힘들어진다. 포는 실제 항해기록들에서 영감을 받아 최대한 사실석인 글을 쓰고자 했으며, 제레미아 레이놀즈의 지구공동설에도 영향을 받았다.
시인으로 등단하여 단편소설을 많이 쓴 포는 작품들의 판매고가 신통찮자 좀더 긴 글을 쓰려고 시도했고, 그래서 나온 것이 이 작품이다. 《서던 리터러리 메신저》 지에 아서 고든 핌을 연재했으나 완성하지 못하고, 1838년 7월에 두 권짜리 단행본으로 출판했다. 일부 평론가들은 이 작품이 너무 잔인하고 다른 작품들을 표절했다면서 부정적으로 반응한 반면, 또다른 평론가들은 흥미진진한 모험소설이라고 호평했다. 포 본인은 나중에 이 책을 멍청한 짓거리였다고 평가절하했지만, 《아서 고든 핌》은 허먼 멜빌과 쥘 베른, H. P. 러브크래프트에게 큰 영향을 미쳤다.